# Reston, Skottland
Reston är en ort i Storbritannien.   Den ligger i kommunen Scottish Borders och riksdelen Skottland, i den centrala delen av landet, 500 km norr om huvudstaden London. Reston ligger 70 meter över havet och antalet invånare är 280.
Terrängen runt Reston är huvudsakligen platt, men norrut är den kuperad. Runt Reston är det ganska glesbefolkat, med 26 invånare per kvadratkilometer. Närmaste större samhälle är Berwick-upon-Tweed, 13,6 km sydost om Reston. Trakten runt Reston består till största delen av jordbruksmark.